# 박인수 (프로게이머)
박인수(1998년 11월 26일 ~ )는 대한민국의 전직 카트라이더 프로게이머이다. 선수 시절 아이디는 InSoo이다.

## 선수 시절
2015년 5월, 넥슨 카트라이더 리그 에볼루션에 E-Rain 소속으로 참가하면서 커리어를 시작했다. 에볼루션 시즌 팀전 7위를 기록했다.
2016년 8월, 듀얼 레이스 시즌 1에 Team DRM 소속으로 참가하여 팀전 7위, 개인전 19위를 기록했다.
2017년 1월, 듀얼 레이스 시즌 2에 QsenN_Black 소속으로 참가하여 팀전 4위, 개인전 9위를 기록했다.
2018년 1월, 듀얼 레이스 시즌 3에 Penta Wheels 소속으로 참가하여 팀전 6위, 개인전 5위를 기록했다. 2018년 8월, 듀얼 레이스 X시즌에 ROX Gaming 소속으로 참가하여 팀전 우승, 개인전 우승을 달성했다.
2019-1 시즌에 SAVIORS 소속으로 참가하여 팀전 우승, 개인전 준우승을 달성했다. 
2019년 7월 8일, 샌드박스 게이밍에 입단했다. 2019-2 시즌 팀전 우승, 개인전 8위를 달성했다.
2020시즌을 앞두고 샌드박스 게이밍과 재계약을 체결했다. 2020-1 시즌 팀전 4위, 개인전 3위를 달성했다. 2020-2 시즌 팀전 3위, 개인전 3위를 달성했다.
2021시즌을 앞두고 샌드박스 게이밍과 재계약을 체결했다. 2021-1 시즌 팀전 우승, 개인전 준우승을 달성했다. 2021-2 시즌 팀전 우승, 개인전 5위를 달성했다. 2021 수퍼컵 시즌 팀전 준우승, 개인전 준우승을 달성했다.
2022시즌을 앞두고 리브 샌드박스와 재계약을 체결했다. 2022-1 시즌 팀전 3위, 개인전 준우승을 달성했다. 2022-2 시즌 팀전 우승, 개인전 4위를 달성했다. 2022 수퍼컵 시즌 팀전 우승, 개인전 준우승을 달성했다.
2023시즌을 앞두고 리브 샌드박스와 재계약을 체결했다. 2023-P1시즌 팀전 준우승, 개인전 3위를 달성했다. 군에 입대하기 위해 팀에서 퇴단했다.

## 소속팀
| # | 팀명            | 소속 기간               | 소속 리그 | 비고 |
| - | --------------- | ----------------------- | --------- | ---- |
| 1 | E-Rain          | 2015.08.01 ~ 2015.10.10 | KRL       |      |
| 2 | Team DRM        | 2016.08.06 ~ 2016.11.05 | KRL       |      |
| 3 | QsenN_Black     | 2017.01.14 ~ 2017.04.15 | KRL       |      |
| 4 | Penta Wheels    | 2018.01.20 ~ 2018.04.07 | KRL       |      |
| 5 | ROX Gaming      | 2018.08.16 ~ 2018.09.15 | KRL       |      |
| 6 | SAVIORS         | 2019.01.05 ~ 2019.03.23 | KRL       |      |
| 7 | 샌드박스 게이밍 | 2019.07.08 ~ 2023.05.14 | KRL KDL   |      |

## 수상 내역

### 크레이지레이싱 카트라이더
공식 대회 우승 6회, 준우승 6회
- 넥슨 카트라이더 리그 2019 시즌 1 개인전 준우승
- 넥슨 카트라이더 리그 2019 시즌 1 팀전 우승 (SAVIORS)
- 2019 KT 5G 멀티뷰 카트라이더 리그 시즌 2 팀전 우승 (샌드박스 게이밍)
- 2020 SKT JUMP 카트라이더 리그 시즌 1 개인전 3위
- 2020 SKT 5GX JUMP 카트라이더 리그 시즌 2 개인전 3위
- 2020 SKT 5GX JUMP 카트라이더 리그 시즌 2 팀전 3위
- 2021 신한은행 헤이영 카트라이더 리그 시즌 1 개인전 준우승
- 2021 신한은행 헤이영 카트라이더 리그 시즌 1 팀전 우승 (샌드박스 게이밍)
- 2021 신한은행 헤이영 카트라이더 리그 시즌 2 팀전 우승 (리브 샌드박스)
- 2021 신한은행 헤이영 카트라이더 리그 수퍼컵 개인전 준우승
- 2021 신한은행 헤이영 카트라이더 리그 수퍼컵 팀전 준우승
- 2022 신한은행 헤이영 카트라이더 리그 시즌 1 개인전 준우승
- 2022 신한은행 헤이영 카트라이더 리그 시즌 1 팀전 3위
- 2022 신한은행 헤이영 카트라이더 리그 시즌 2 팀전 우승 (리브 샌드박스)
- 2022 신한은행 쏠 카트라이더 리그 수퍼컵 팀전 우승 (리브 샌드박스)
- 2022 신한은행 쏠 카트라이더 리그 수퍼컵 개인전 준우승

### 카트라이더: 드리프트
- 카트라이더: 드리프트 리그 프리시즌 1 팀전 준우승
- 카트라이더: 드리프트 리그 프리시즌 1 개인전 3위